# Drapeau de la Macédoine du Nord
Le drapeau de la Macédoine du Nord  est composé d'un soleil jaune à huit rayons sur un ciel rouge. Il a été adopté en 1995.
Dans la fédération de Yougoslavie, la république socialiste de Macédoine avait un drapeau rouge orné, en haut à la hampe, de l'étoile yougoslave rouge bordée de jaune.
Malgré son indépendance acquise en septembre 1991, la république conserva ce drapeau pendant près d'un an avant d'adopter, en août 1992, un drapeau rouge frappé au centre du soleil de Vergina jaune. La Grèce protesta car ce symbole évoque la Macédoine antique et a été découvert en territoire grec. La Macédoine du Nord changea alors de drapeau et adopta l'actuel, largement inspiré cependant du précédent, en 1995.

## Constructions
Le drapeau a des proportions de 1:2, et il porte deux couleurs : 

Schéma de construction.

| Système            | Rouge     | Jaune      |
| ------------------ | --------- | ---------- |
| RVB                | 216-33-38 | 248-233-46 |
| Format hexadécimal | #D82126   | #F8E92E    |

## Histoire

### Drapeau de la république populaire de Macédoine (1944-1946)

Le drapeau de la république populaire de Macédoine entre 1944 et 1946.

La « Macédoine démocratique », le premier État macédonien moderne, fut proclamé le 2 août 1944 par l'Assemblée anti-fasciste pour la Libération du Peuple macédonien (ASNOM), à majorité communiste. Le drapeau du nouvel État fut adopté lors de la première séance plénière de l'assemblée, réunie au monastère de Prohor Pčinjski, en Serbie. L'assemblée choisit alors un étendard rouge marqué en son centre d'une étoile à contour jaune et à cinq branches. La Macédoine démocratique est officiellement renommée « république populaire de Macédoine » en 1945, mais le drapeau est conservé.

### Drapeau de la république socialiste de Macédoine (1946–1992)

Le drapeau de la république socialiste de Macédoine de 1946 à 1992.

Entre décembre 1946 et septembre 1991, date de sa dissolution, la république socialiste de Macédoine, appelée « république populaire de Macédoine » jusqu'en 1963, fut un État constitutif de la république fédérative socialiste de Yougoslavie. Lors de son entrée dans la fédération, la Macédoine choisit de modifier son drapeau, et l'étoile, rétrécie, fut placée en canton. Cela donna un drapeau proche de celui de l'Union soviétique et de la Chine. La Macédoine était la seule république yougoslave à ne pas utiliser les couleurs panslaves. Ce nouveau drapeau fut officiellement adopté le 31 décembre 1946, avec l'entrée en vigueur de l'article 4 de la constitution de la république. Ce drapeau resta en usage après la proclamation de l'indépendance en 1991 et l'abandon du communisme d'État, car aucune nouvelle proposition ne satisfaisait la totalité du gouvernement.

### Premier drapeau de la Macédoine indépendante

Le drapeau avec le soleil de Vergina, en usage de 1992 à 1995.

Le 11 août 1992, la république de Macédoine change de drapeau.

Drapeau non officiel de la Macédoine grecque.

Le nouvel étendard reprend le rouge pour le fond et le jaune pour le motif. Mais ce motif est le soleil de Vergina, un symbole de la Macédoine antique composé d'un rond central entouré de seize rayons. Ce symbole a été découvert dans le tombeau du roi antique Philippe II de Macédoine, en 1977, par un archéologue grec, Manolis Andronikos, de l'université de Thessalonique, et la Grèce le revendique comme faisant partie de son héritage culturel et historique, arguant que la Macédoine antique était un État de culture grecque. L'utilisation du soleil de Vergina par une république slave provoque donc un conflit avec l'État grec, le soleil de Vergina étant considéré comme un emblème de la dynastie des Argéades, de langue et de culture grecques, à laquelle appartenait Alexandre le Grand ; en outre et pour les mêmes motifs, l'utilisation du nom même de « Macédoine » par un État slave indépendant est contestée par la Grèce, et le demeurera jusqu’à la conclusion d’un accord entre Athènes et Skopje en 2019.

### Second drapeau de la Macédoine indépendante

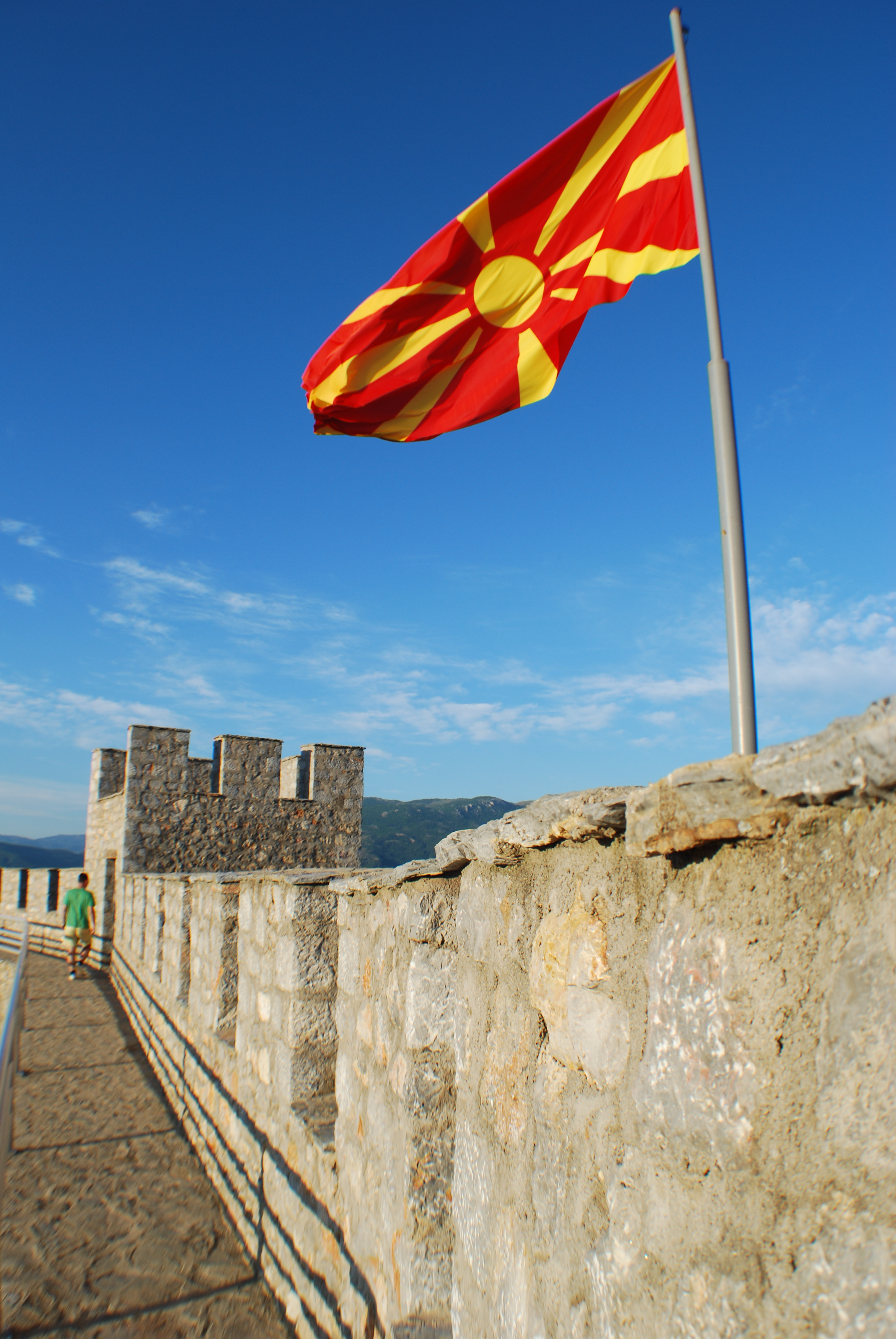
Le nouveau drapeau flotte sur la forteresse de Samuel à Ohrid.

En 1995, afin d'apaiser ce conflit qui bloque ses échanges commerciaux avec la Grèce, la Macédoine change à nouveau de drapeau. Le soleil de Vergina est remplacé par un autre soleil, non connoté, dont les rayons rejoignent les bords du drapeau. Les couleurs rouge et jaune, caractéristiques du pays, sont conservées.
Ce drapeau évoque le « soleil de la liberté », qui est cité dans la première strophe de Denes nad Makedonija, l'hymne national :
Aujourd'hui sur la Macédoine est en train de naître,
Le nouveau soleil de la liberté.
Les Macédoniens combattent,
Pour leurs droits !
Les Macédoniens combattent,
Pour leurs droits !